# Gliese 876 d

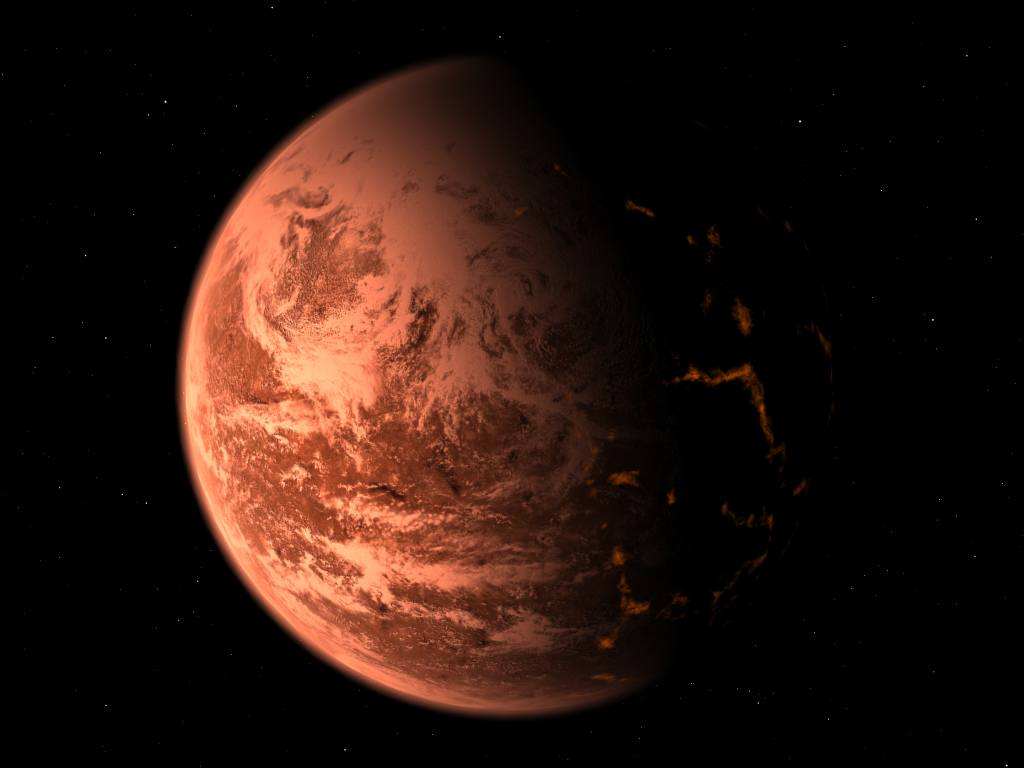
Impressão artística de Gliese 876 d.

Gliese 876 d é um planeta extrassolar que orbita em torno de Gliese 876, uma estrela anã vermelha que está localizada a aproximadamente 15,30 anos-luz (4,69 pc) de distância a partir da Terra, na constelação de Aquarius. Gliese 876 d foi o terceiro planeta descoberto orbitando a estrela. Na época de sua descoberta, o planeta tinha a menor massa do que qualquer planeta extrassolar conhecido para além dos planetas que orbitam o pulsar PSR B1257+12. Devido a esta baixa massa, ele pode ser classificado como um superterra. O problema é que o planeta gira muito próximo à sua estrela, o que o torna muito quente (cerca de 200 graus Celsius) para que possa haver formas de vida similares às daqui.

## Descoberta
A descoberto de Gliese 876 d foi anunciada em 13 de junho de 2005, através da análise de alterações na velocidade radial de sua estrela, como resultado da gravidade do planeta. As medições da velocidade radial foram feitas por observação do efeito Doppler das linhas espectrais da estrela. No momento de sua descoberta os astrônomos já conheciam desde 1998 seus companheiros Gliese 876 b e Gliese 876 c, mas estes eram planetas gasosos, sem chances de apresentarem vida. Gliese 876 d é um planeta de massa aproximada 7,5 superior à da Terra e perfaz em uma órbita quase circular.